# سكوت كوبر (مخرج)
سكوت كوبر  (بالإنجليزية: Scott Cooper)‏ هو مخرج وكاتب سيناريو ومنتج وممثل أمريكي بدأ مسيرته الفنية عام 1998. اشتهر كوبر بإخراجه، وكتابته، وإنتاجه لفيلم قلب مجنون سنة 2009، الفيلم كان من بطولة الممثل جيف بريدجز الذي نال عن أداءه فيه جائزة الأوسكار لأفضل ممثل سنة 2010 في حفل توزيع جوائز الأوسكار الثاني والثمانون.

## الأعمال
- 2009: قلب مجنون
- 2013: خارج الفرن
- 2015: القداس الأسود

## وصلات خارجية
- سكوت كوبر على موقع IMDb (الإنجليزية)
- سكوت كوبر على موقع قاعدة بيانات الأفلام العربية
- سكوت كوبر على موقع ألو سيني (الفرنسية)
- سكوت كوبر على موقع ميوزك برينز (الإنجليزية)
- سكوت كوبر على موقع أول موفي (الإنجليزية)
- سكوت كوبر على موقع بوكس أوفيس موجو (الإنجليزية)
- سكوت كوبر على موقع قاعدة بيانات الأفلام السويدية (السويدية)
- سكوت كوبر على موقع قاعدة بيانات الفيلم (الإنجليزية)
- سكوت كوبر على موقع كينوبويسك (الروسية)